# Expeditie van Burke en Wills

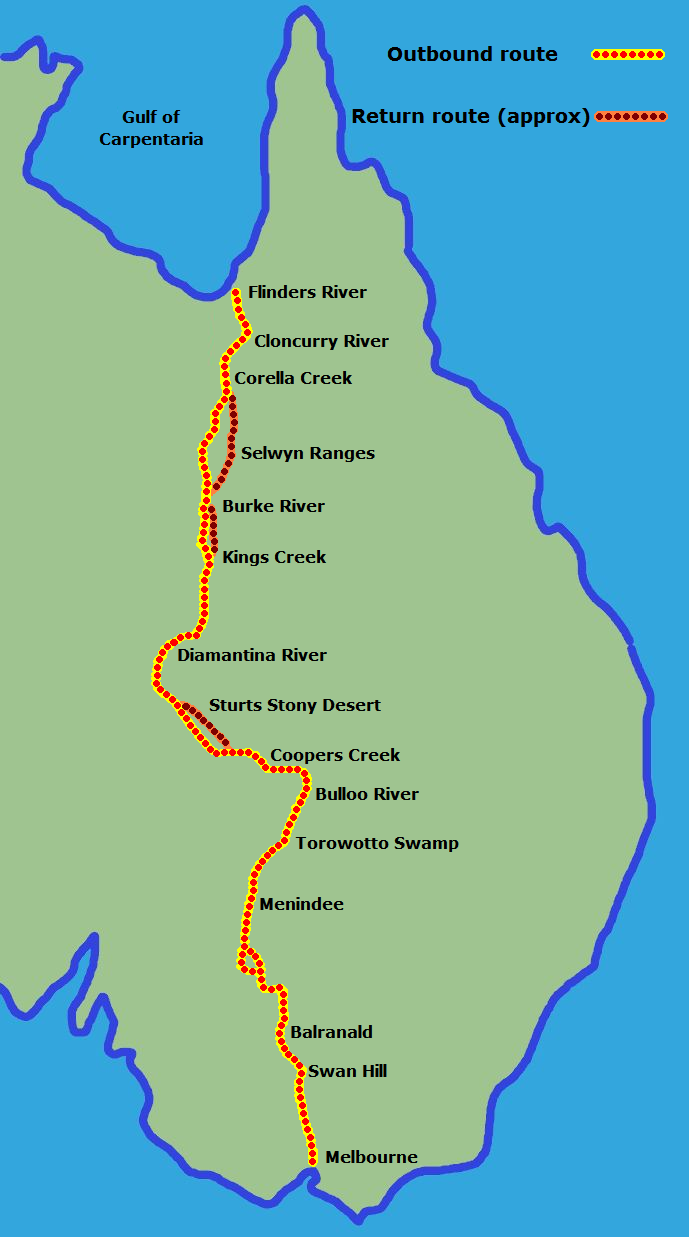
Route gevolgd door de expeditie

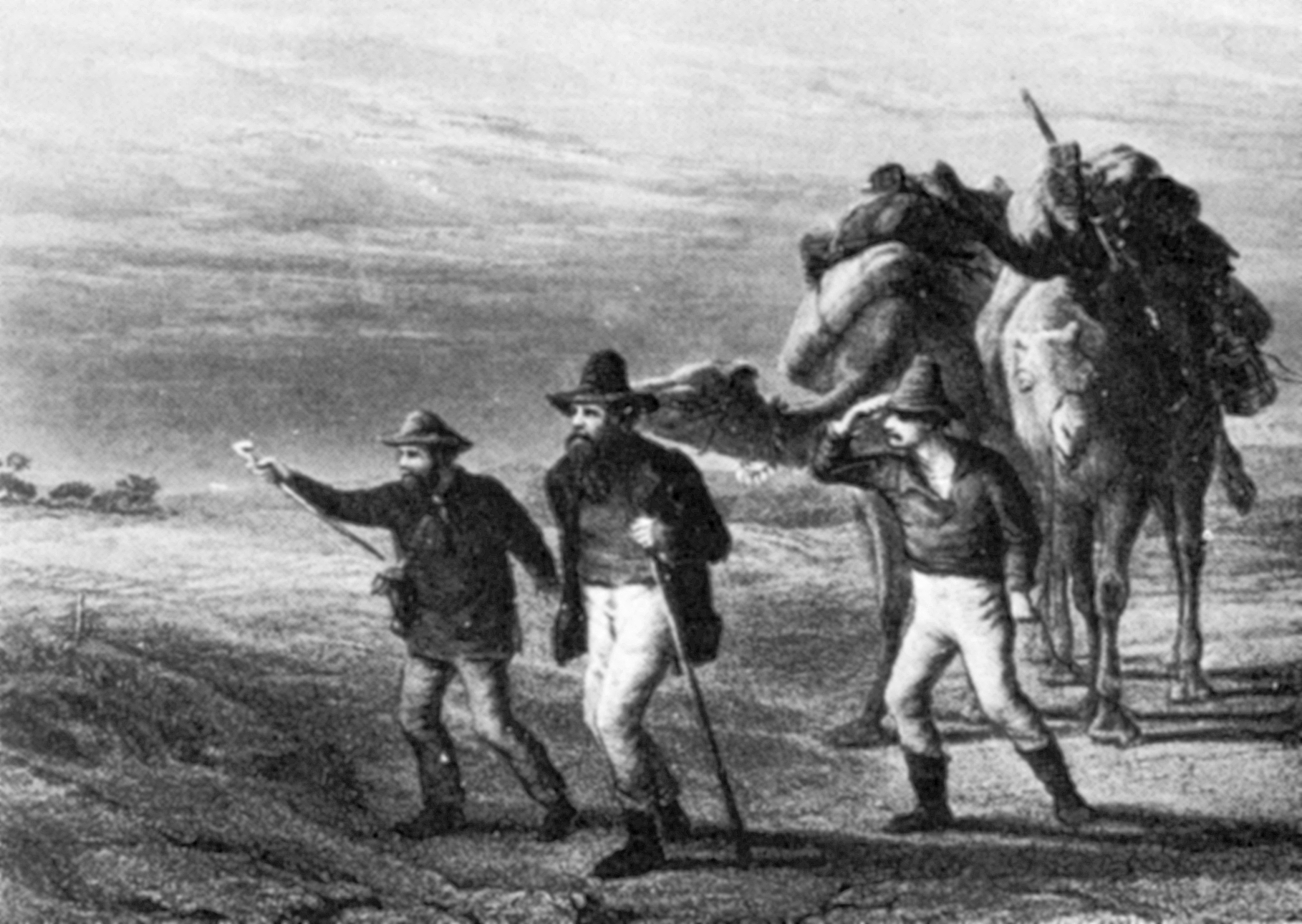
Burke, Wills en King in de woestijn

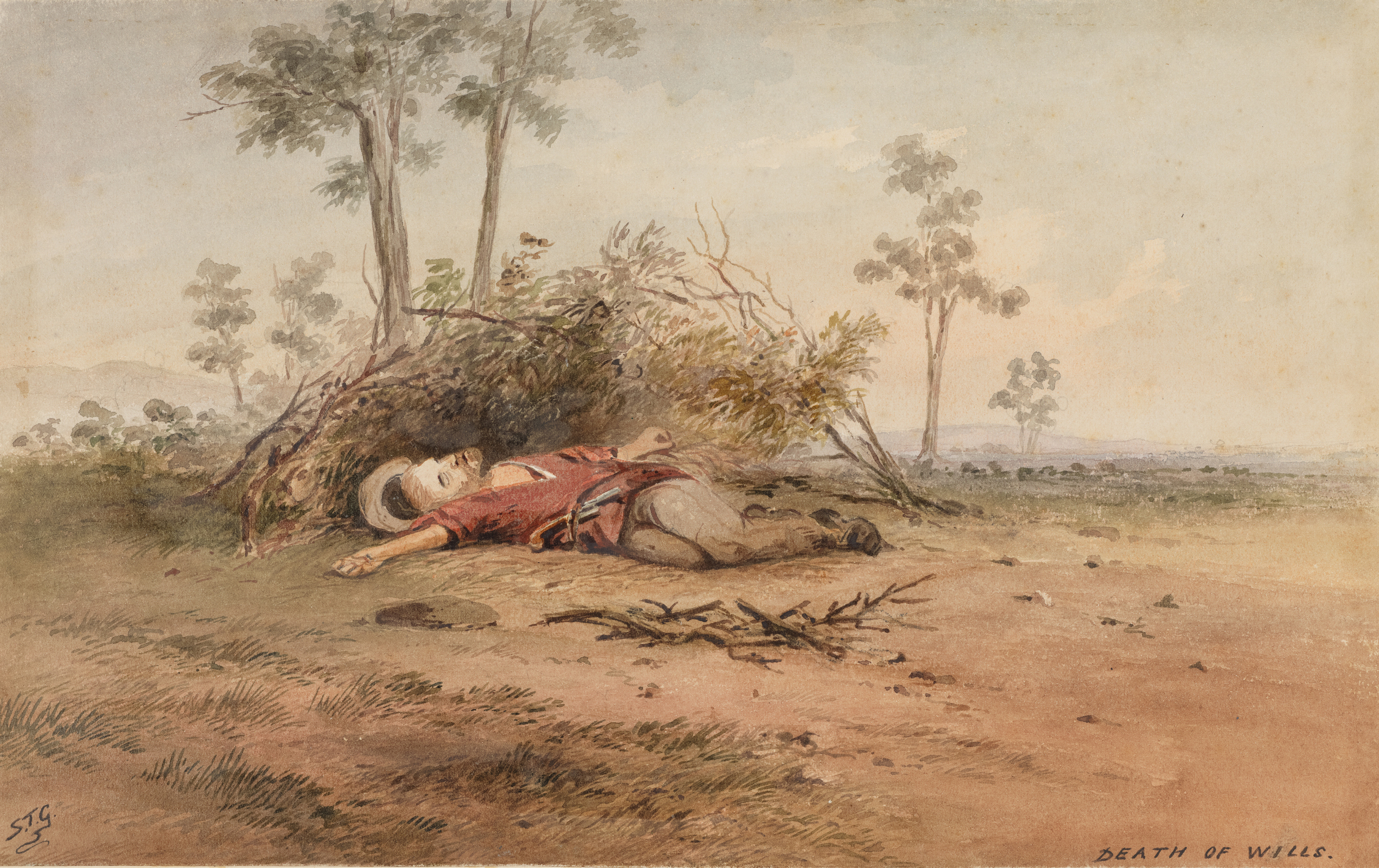
De dood van William John Wills

De Expeditie van Burke en Wills werd in 1860-1861 georganiseerd door de Royal Society of Victoria om het Australische binnenland te verkennen. Het doel van de expeditie geleid door Robert O'Hara Burke en William John Wills was om van Melbourne in het zuiden naar de Golf van Carpentaria in het noorden te trekken en terug, maar ze liep fataal af voor drie van de deelnemers.

## Voorgeschiedenis
In 1860 vormde het binnenland nog een blinde vlek op de kaarten. In 1813 verkenden Gregory Blaxland en William Wentworth de Blue Mountains vanuit Sidney. Maar de expeditie van Charles Sturt in de jaren 1840 vanuit Adelaide naar het noorden moest halfweg worden afgebroken en de Pruisische avonturier Ludwig Leichardt kwam om bij een expeditie naar het binnenland in 1848.

## Burke en Wills
Robert O'Hara Burke (1821-1861) was een Iers oud-militair geboren in het graafschap Galway. William John Wills (1834-1861) was afkomstig uit Devon en in Australië werkte hij als assistent-arts en astronoom. Hij trad op als landmeter. Ook John King (1838-1872) was oud-militair en had enige geografische ervaring opgedaan in India.

## Heenreis
De expeditie vertrok op 20 augustus 1860 uit het Royal Park in Melbourne en bestond uit 19 mannen, 26 kamelen en 23 paarden. Ze werden uitgewuifd door 15.000 toeschouwers. De expeditie was slecht voorbereid en al na enkele kilometers moesten drie karren met voorraden worden achtergelaten. Vanaf Cooper's Creek, halfweg de doorsteek, bestond de expeditie nog uit vier leden: Burke, Wills, de Ier John King en de Schot Charles Gray. De andere leden vormden de achterhoede die zou zorgen voor voorraden of hadden opgegeven. Op twee maanden tijd slaagde het viertal met hun kamelen erin de tocht naar de Golf van Carpentaria aan de noordkust af te leggen. Ondertussen maakten ze aantekeningen en kaarten van het land en maakten ze kennis met de Aborigines die hun gastvrij ontvingen maar ook voorraden stalen. Op 11 februari 1861 bereikten ze hun einddoel, Flinder's River.

## Terugreis
De terugtocht verliep minder voorspoedig omdat de expeditieleden ernstig verzwakt waren. Enkele kamelen werden gedood voor het vlees en de andere stierven van uitputting, ondanks het feit dat materiaal en aantekeningen onderweg werden achtergelaten om hun bepakking lichter te maken. Op 16 april 1861 stierf Gray. Wills, Burke en King bereikten op 21 april Cooper's Creek waar ze hoopten de andere expeditieleden te treffen. Die hadden echter kort tevoren de plaats na vier maanden wachten verlaten, in de veronderstelling dat hun makkers waren omgekomen. Wills en Burke stierven kort daarna en King wist enkel te overleven omdat hij werd opgevangen door Aborigines van de Yandruwandha-stam. In zijn dagboeken worden de wanhopige laatste weken van de expeditie beschreven. King werd na enkele weken teruggevonden door een reddingsexpeditie geleid door Alfred Howitt. De lichamen van de overleden leden werden later geborgen en in januari 1863 plechtig begraven in Melbourne onder grote publieke belangstelling.